# Kir

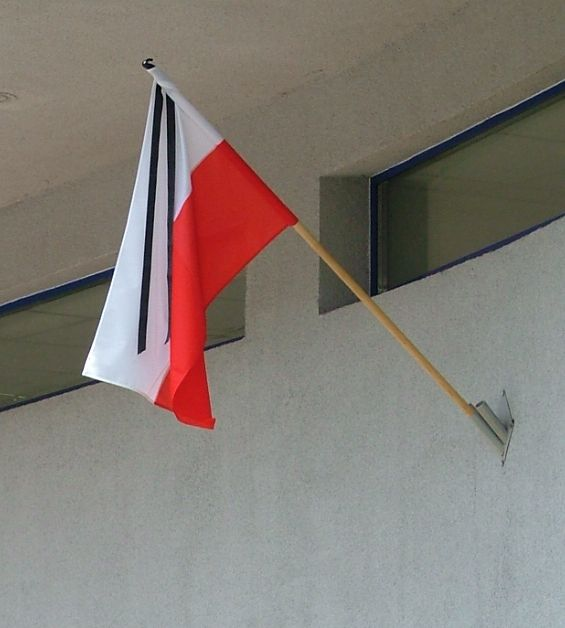
Kir na fladze państwowej w postaci czarnej wstążki dowiązanej do drzewca

Kir (staropol. kier, z niem. Kern, postaw) – czarny materiał żałobny, którym okrywa się trumnę.
Kir jest przywieszany do flagi danego państwa lub przepasany na portrecie podczas żałoby.